# یواس‌اس دیپر (ای‌ام-۳۵۷)
یواس‌اس دیپر (ای‌ام-۳۵۷) (به انگلیسی: USS Dipper (AM-357)) یک کشتی بود که طول آن ۱۸۴ فوت ۶ اینچ (۵۶٫۲۴ متر) بود. این کشتی در سال ۱۹۴۴ ساخته شد.